# أنتريس كريستودولو
أنتريس كريستودولو (باليونانية: Ανδρέας Χριστοδούλου) مواليد 22 مايو 1995 في ليماسول، هو لاعب كرة سلة قبرصي. بدأ مسيرته الاحترافية في سنة 2013. يلعب في الدوري اليوناني لكرة السلة. يحمل الرقم 7. يبلغ طوله 6 قدم 6 بوصة (2.0 م).

## الإنجازات
- كأس القارات لكرة السلة : (2013)
- الدوري اليوناني لكرة السلة : (2015)

## روابط خارجية
- أنتريس كريستودولو على موقع الاتحاد الدولي لكرة السلة (الإنجليزية)
- أنتريس كريستودولو على موقع الدوري الأوروبي لكرة السلة (الإنجليزية)
- أنتريس كريستودولو على موقع كرة السلة الأوروبية.كوم (الإنجليزية)
- أنتريس كريستودولو على موقع DraftExpress.com (الإنجليزية)
- أنتريس كريستودولو على موقع ريلجم (الإنجليزية)
- أنتريس كريستودولو على موقع بروبوليرز (الإنجليزية)
- أنتريس كريستودولو على موقع سبورتس رفرنس (الإنجليزية)